# Embajadores en el infierno
Embajadores en el infierno es una película española de 1956 basada en el libro homónimo del Capitán Palacios y con epílogo de Torcuato Luca de Tena. El guion y la dirección son del escritor José María Forqué. La asistencia técnica e histórica corresponde al Sargento Ángel Salamanca, veterano de la División Azul y posterior prisionero en Rusia.

## Argumento
El catorce de julio de 1941, de la Estación del norte partió un tren con una división de soldados voluntarios hacia Alemania para luchar contra los soviéticos, que se llamaba División Española de Voluntarios (DEV). Más tarde pasó a llamarse División Azul, porque las camisas falangistas que llevaban los soldados eran azules.
La película comienza con la imagen de unos prisioneros llevados por unos soldados rusos; estos soldados prisioneros pertenecen a la División Azul, y entre ellos van cuatro tenientes y un capitán. Se les interna en un campo de concentración. Por presentar en más de una ocasión sus actitudes políticas falangistas, y por insultar al comunismo, se les traslada a una cárcel, con una pena de veinticinco años. Allí encuentran a más camaradas españoles, que han sido encarcelados por lo mismo.
Los soviéticos les presentan la alternativa de perder la nacionalidad española y pasar a formar parte del ejército ruso. Con esto ganarían su libertad. Solamente dos hombres aceptan, y pierden su nacionalidad española, convirtiéndose en ciudadanos rusos. Los prisioneros italianos son repatriados, y los soldados españoles comienzan a tener un trato inferior al de los demás prisioneros. No reciben correspondencia de sus familias, ni los regalos ni la ropa enviada por el régimen de Francisco Franco. Los guardan en armarios. Así, comienza una huelga de hambre, a la que los responsables de la prisión no dan importancia, hasta que muere un soldado español, y los responsables comprenden la situación, de manera que les comienzan a dar todos los regalos y comidas guardados.
Un día, tras once años de sufrimiento, todos los prisioneros españoles son embarcados en un tren, cuyo rumbo desconocen totalmente; al llegar se abren las puertas del tren, y ven que se encuentran en un puerto de Rusia, y amarrado con una pasarela, un barco de la Cruz Roja, lo que significa que se los llevan de vuelta a España.
Los soldados comienzan a pasar por la pasarela. En la pasarela hay dos mujeres de la Cruz Roja con unas listas; los soldados dicen su nombre, y si están en la lista, pasan, si no, se quedan en Rusia. Los dos españoles que abandonaron su nacionalidad para convertirse en rusos se encontraban también allí. Uno se había convertido en un teniente ruso, y vigilaba la fila. El otro, al ver la oportunidad de retornar a España, trata de subir al barco, pero no está en la lista. Trata de subir forcejeando, pero el teniente le dice «Pero, Federico, ¿qué haces? Tú ya no eres español, eres ruso ahora, como yo». Entonces el ex-español se derrumba y cae al fango. Suben los últimos españoles, y el barco parte. Viendo cómo se van, el teniente se dispara un tiro en la cabeza.

## Recepción
La película fue mal recibida por los ex-divisionarios falangistas, quienes criticaban que el film hiciese una especial incisión en los valores militares y católicos, a la vez silenciaba el carácter falangista de la unidad militar. Especialmente crítico se mostró Carlos Pinilla Turiño, presidente de la Hermandad de ex-divisionarios de Madrid, que incluso llegó a pedir al general Tomás García Rebull —delegado nacional de Excombatientes— que se organizara una campaña oficial contra la película.

## Premios
El actor portugués Antonio Vilar recibió la Medalla del Círculo de Escritores Cinematográficos al mejor actor principal.